# Vehicle de bi-combustible

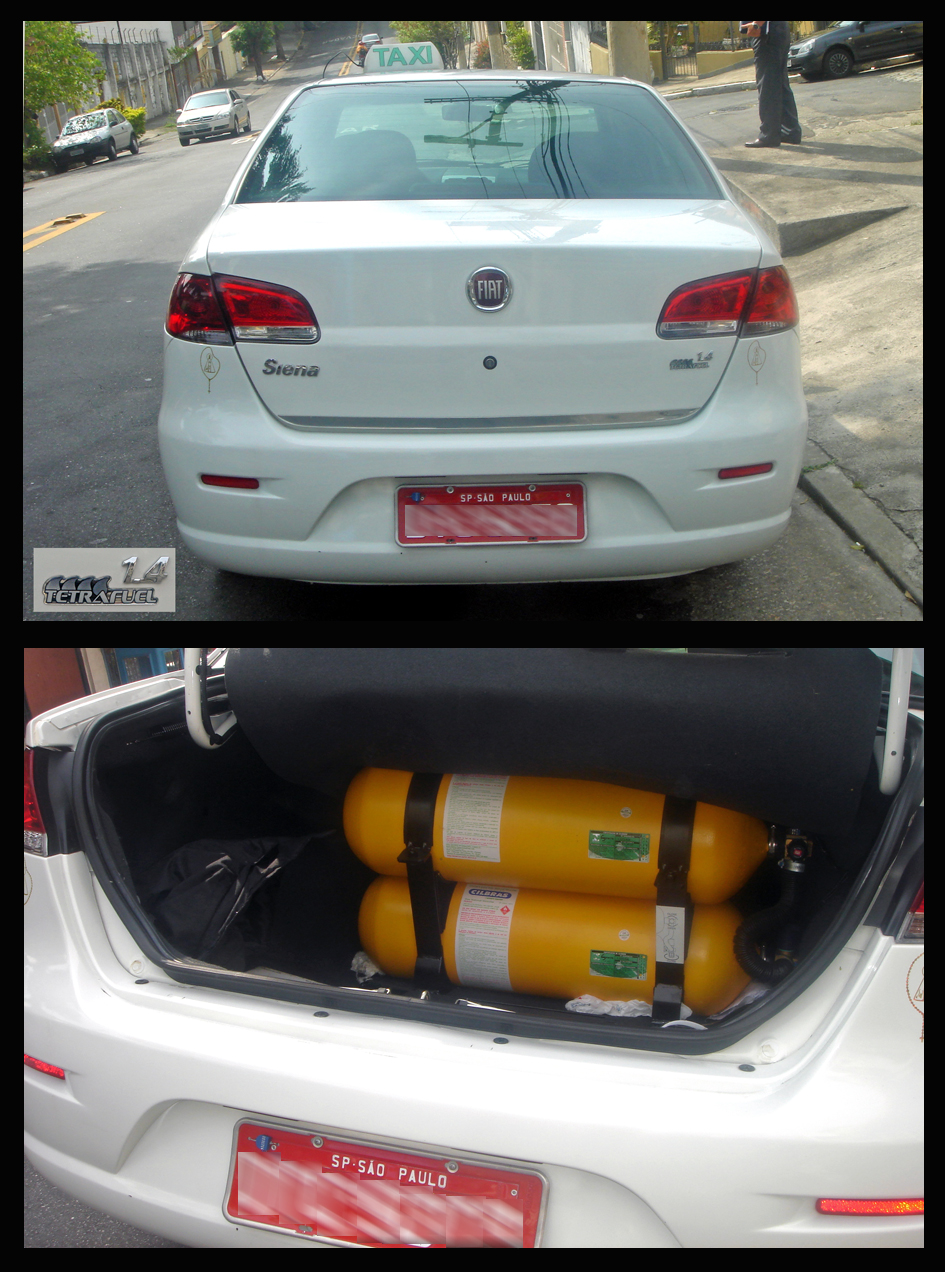
El brasiler Fiat Siena Tetrafuel 1.4 és el primer cotxe bi-combustible que funciona amb gas natural (GNC) alternant-se automàticament amb qualsevol de les mescles típiques de combustible que s'utilitzen en vehicles de combustible flexible, gasolina pura o gasohol E25 o només etanol (E100).. A la foto es mostren les bombones de GNC al maleter.

Els vehicles duals són vehicles amb multicombustible motors capaços de funcionar amb dos combustibles. Als motors de combustió interna, un combustible és gasolina o dièsel i l'altre és un combustible alternatiu, com ara gas natural (GNC), GLP o hidrogen. Els dos combustibles s'emmagatzemen en dipòsits separats i el motor funciona amb un combustible a la vegada en alguns casos, en altres els dos combustibles s'utilitzen a l'uníson. Els vehicles de bi-combustible tenen la capacitat de canviar d'anada i tornada de gasolina o dièsel a l'altre combustible, manualment o automàticament.
La tecnologia i el combustible alternatiu més comuns disponibles al mercat per als cotxes de gasolina bi-combustible és l'Autogas (GLP), seguit del gas natural (GNC), i s'utilitza principalment a Europa. Polònia, els Països Baixos i els estats bàltics tenen molts cotxes funcionant amb GLP. Actualment, Itàlia té el major nombre de vehicles de GNC, seguida de Suècia. També s'utilitzen a Amèrica del Sud, on aquests vehicles s'utilitzen principalment com a taxis a les principals ciutats del Brasil i l'Argentina. Normalment, els vehicles de gasolina estàndard s'equipen en botigues especialitzades, que consisteixen a instal·lar la bombona de gas al maleter i el sistema d'injecció de GLP o GNC i electrònica.

## Conversions dièsel
Un motor dièsel és un motor d'encesa per compressió i no té bugia. Per fer funcionar un motor dièsel amb una font alternativa de combustible combustible com el gas natural, un sistema de doble combustible que s'utilitza amb gas natural com a combustible principal mentre que el gasoil s'utilitza per a l'encesa de la mescla gas / aire a l'interior del cilindre (una part del gasoil s'injecta al final de la carrera de compressió, mantenint així el principi de funcionament del gasoil original)
El funcionament de doble combustible en aquest cas significa que el motor utilitza dos combustibles (gas i dièsel) alhora, a diferència de Bi Fuel, que significa que el motor podria tenir l'opció d'utilitzar qualsevol dels dos combustibles per separat.
Normalment hi ha dos tipus de conversions: baixa velocitat (per sota de 1000 RPM) i alta (entre 1200 i 1800 RPM).

### Conversió de velocitat baixa i mitjana
El gas s'injecta al col·lector d'entrada del cilindre mitjançant unes vàlvules electromagnètiques de gas individuals instal·lades el més a prop possible de les vàlvules d'admissió. Les vàlvules es temporitzen per separat i es controlen mitjançant unitat de control d'injecció. Aquest sistema interromp el subministrament de gas al cilindre durant la llarga superposició de les vàlvules d'admissió i d'escapament (només típica per a motors de velocitat lenta i mitjana velocitat: dins del cilindre de superposició de la vàlvula es realitza una eliminació). D'aquesta manera s'eviten pèrdues substancials de gas i s'evita un flux perillós de gas cap al col·lector d'escapament.
- Aquesta conversió s'ajusta per a motors de baixa velocitat de fins a 1000 RPM.
- Sistema per a la conversió del motor dièsel industrial en funcionament bi-combustible mitjançant la substitució del 70-90% de gas natural per dièsel o HFO.
- El gas s'injecta directament abans de la vàlvula d'admissió mitjançant un injector electromagnètic d'alta velocitat, un o dos injectors per cada cilindre.

### Conversió d'alta velocitat
El gas es barreja amb l'aire mitjançant un mesclador comú instal·lat abans dels turbocompressors. El cabal de gas es controla mitjançant una vàlvula d'accelerador, que és accionada electrònicament pel sistema de control especial segons la potència i la velocitat necessàries del motor. Per evitar cops de motor, s'instal·la un controlador / detector de cops, permetent així el funcionament del motor amb la relació gas / dièsel més eficient.
- Apte per a tots els motors d'alta velocitat, 1200-1800 RPM.
- Sistema de conversió de motor dièsel industrial en funcionament bi-combustible mitjançant la substitució del 50-80% de gas natural per dièsel.
- El gas i l'aire es barregen darrere del filtre d'aire abans del turbocompressor mitjançant un mesclador central.

Depèn de l'estat tècnic del motor, especialment del sistema d'injecció. La relació típica Dièsel / Gas és del 40/60% per als motors d'alta velocitat. Si la potència de funcionament del motor és constant i entre el 70-80% de la potència nominal, és possible arribar a una relació del 30/70%. Si la producció operativa és menor (per exemple, el 50% de la producció nominal) o si hi ha variacions, la taxa és d'aproximadament el 45/55% (s'utilitza més gasoil). Per a les conversions de baixa velocitat és possible assolir la relació Diesel / gas fins a un 10/90%. En general, no es pot garantir una relació exacta dièsel / gas sense fer una prova després de la conversió.

## Funcions de conversió habituals
- Un important estalvi substancial en els costos d'operació
- Pràcticament no cal cap modificació del motor
- Potència de sortida no reduïda
- Flexibilitat de combustible: possibilitat d'operacions bi-combustibles o dièsel pur originals
- Operacions segures.
- Menors emissions
- Major durada del motor, intervals de manteniment i manteniment més llargs

## Tipus de gas utilitzats
És habitual utilitzar GNC (gas natural comprimit) o GNL (gas natural líquid) per a operacions de biocombustible. Tots dos s'utilitzen principalment per a conversions de grups electrògens, perquè el motor no perd la potència de sortida.
En els darrers anys s'utilitza el biogàs. Cal conèixer la composició i el poder calorífic del biogàs per avaluar si el tipus de biogàs en concret és adequat. El valor calorífic pot ser un problema ja que el biogàs es deriva de diferents fonts i hi ha un poder calorífic baix en molts casos. Us podeu imaginar que heu d'injectar prou volum de gas a la bombona per substituir el gasoil (o, millor dir-ho, substituir l'energia subministrada pel gasoil). Si el poder calorífic (energia) del biogàs era molt baix, cal injectar un volum molt gran de biogàs al cilindre, cosa que podria ser tècnicament impossible. A més, la composició del biogàs ha d'inclinar-se cap als gasos inflamables i filtrar-se el màxim possible de compostos no combustibles com el diòxid de carboni.
El gas associat és l'últim tipus de gas que s'utilitza habitualment per a la conversió bi-combustible de grups electrògens. El gas associat és un gas natural que es troba en associació amb el petroli, ja sigui dissolt al petroli o com a tap de gas lliure per sobre del petroli. Vol dir que té gairebé la mateixa qualitat que el GNC o el GNL.

## Vehicles
Hi ha disponibles conversions 'bi-combustible' i fins i tot 'tri-combustible'

### Vehicles de bi-combustible de fàbrica
- Fiat Punto[10]
- Fiat Siena Tetrafuel, amb motor de gasolina flexible i gas natural (GNC).[11][12][13]
- Holden Commodore de doble combustible (GLP / gasolina)
- Fiat Multipla 1.6 BiPower (GNC / gasolina) i 1.6 BluPower (GNC)
- Chevrolet Cavalier
- Dacia Duster BiFuel)
- Dacia Logan BiFuel
- Dacia Sandero BiFuel
- Ford Contour
- Mazda RX-8 Hydrogen RE
- Premacy Hydrogen RE Hybrid
- Chevrolet SPARK Bifuel
- Volkswagen Polo BiFuel (GLP / gasolina)
- Volkswagen Golf BiFuel (GLP / gasolina)
- Mazda 2 BiFuel (GLP / gasolina)
- Mercedes-Benz E200-NGT BiFuel (GNC / gasolina)
- Audi A3 g-tron
- Audi A4 g-tron
- Lada Vesta GNC (GNC / Gasolina).[14]

### Pastilles bi-combustible de fàbrica
- Chevrolet Silverado
- Ford F-150, F250